# Daisy Ridgley
Daisy Ridgley (ibland även Ridgeley, gift Pell), född 9 januari 1909 i Storbritannien, död (uppgift saknas), var en brittisk friidrottare med löpgrenar som huvudgren. Ridgley var världsrekordhållare och blev silvermedaljör vid den tredje ordinarie damolympiaden 1930 och var en pionjär inom damidrott.

## Biografi
Daisy Ridgley föddes i mellersta England. 1923 började hon studera vid Edmonton County School i London Borough of Enfield i norra London. I ungdomstiden började hon med friidrott där hon främst tävlade i löpning 200 meter men även i 100 meter.
1927 deltog Ridgley vid sina första engelska nationella mästerskapen (Women's Amateur Athletic Association / WAAA championships) där hon tog bronsplats i löpning 100 yards den 9 juli i Reading.
1928 deltog Ridgley vid de Olympiska sommarspelen i Amsterdam dock utan att nå medaljplats i någon gren. Samma år nådde hon silverplats (efter Muriel Gunn) i löpning 100 yards vid WAAA mästerskapen på Stamford Bridge i London.
1929 satte hon världsrekord på 10 x 100 meter för klubblag (med Rose Thompson, Muriel Cornell, Elsie Maguire, Eileen Hiscock, Marion King, Daisy Ridgley, Winifred Weldon, G Lewis, Audrey Brown och Ethel Scott) vid tävlingar i Mitcham 14 september.
1930 deltog Ridgley vid den tredje ordinarie damolympiaden 6–8 september i Prag, under idrottsspelen vann hon silvermedalj i stafettlöpning 4 x 100 meter (med Eileen Hiscock, Ethel Scott och Ivy Walker med Ridgley som fjärde löpare). Samma år nådde hon åter silverplats (efter Eileen Hiscock) i löpning 100 yards vid WAAA mästerskapen på Stamford Bridge.
1931 deltog Ridgley sedan vid Olimpiadi della Grazia 29–31 maj i Florens, under denna tävling tog hon guldmedalj i stafett 4x75 meter, stafett 4x100 meter och svensk stafett (samtliga stafetter med Nellie Halstead, Muriel Gunn, Mary Seary och Ridgley). Hon tog även silvermedalj i löpning 100 meter och nådde en femte plats i löpning 60 meter.
1932 deltog Ridgley vid sina sista WAAA mästerskapen där hon tog åter bronsplats i löpning 220 yards.
Senare drog sig tillbaka från tävlingslivet, 1938 gifte hon sig med Reginald Pell i Edmonton i Middlesex i norra Storlondon.